# Thái Hòa, Cẩm Châu
Thái Hòa (chữ Hán giản thể: 太和区, âm Hán Việt: Thái Hòa khu) là một quận của địa cấp thị Cẩm Châu, tỉnh Liêu Ninh, Cộng hòa Nhân dân Trung Hoa. Quận Thái Hòa có diện tích 459 km², dân số 210.000 người. Mã số bưu chính của Thái Hòa là 121011, chính quyền quận đóng ở số 226, đường Giải Phóng Tây. Quận Thái Hòa được chia thành 6 nhai đạo biện sự xứ, 5 hương. 
- Nhai đạo biện sự xứ: Thái Hòa, Hưng Long, Thang Hòa Tử, Lăng Tây, Lăng Nam, Tiết Gia.
- Hương: Nữ Nhi Hà, Đại Tiết, Chung Truân, Doanh Bàn, Tân Dân.